# 楼士礼
楼士礼（1941年5月—），男，中华人民共和国政治人物，曾任曾任中国贵州航空工业（集团）总公司党委书记、董事长，北京航空航天大学党委书记，第八届全国人大代表。